# Fraisier
Pour les articles homonymes, voir Fraisier (homonymie).
Taxons concernés
Parmi la famille des Rosaceae :
- Plusieurs espèces du genre Fragaria

Voir également,

Parmi la famille des Rosaceae :
- Duchesnea indica.
- Potentilla sterilis

Parmi la famille des Ericaceae :
- Arbutus unedo

Parmi la famille des Fabaceae :
- Trifolium fragiferummodifier

Fraisier est un nom vernaculaire désignant diverses espèces du genre Fragaria généralement cultivées pour leurs faux-fruits, appelés fraises, largement consommées dans l'alimentation humaine.
Ces plantes de la famille des Rosacées ont un port prostré et un mode de propagation végétative par stolons particulièrement marqué.
Les fraisiers cultivés sont généralement de l'espèce hybride Fragaria ×ananassa.
Quelques espèces sans rapport avec Fragaria, mais aux fruits présentant une analogie de forme avec la fraise, portent le nom vernaculaire de fraisier.

## Grands types de fraisiers
On distingue tout d'abord les fraisiers sauvages des fraisiers cultivés dont les multiples variétés sont issus d'hybrides de différentes espèces, principalement Fragaria ×ananassa.

### Fraisiers sauvages
Plusieurs espèces du genre Fragaria existent dans le monde entier. Toutes donnent des faux-fruit charnus appelés "fraises". Tous ne sont pas alimentaires au même degré, mais presque toutes les espèces ont fait l'objet de cueillette par les populations locales.
Répandus dans tout l'hémisphère nord, les fruits de l’espèce Fragaria vesca, le Fraisier des bois, sont de petite taille, mais particulièrement parfumés. Les Romains les consommaient et les utilisaient dans leurs produits cosmétiques en raison de leur odeur agréable. L'espèce commence à être cultivée en France vers le XIVe siècle puis sa culture se répand en Europe.
Fragaria moschata, le Fraisier musqué est cultivé depuis le XVIe siècle. Le premier cultivar connu du genre Fragaria appartient à cette espèce avec 'Le chapiron' nommé en 1576.
Fragaria viridis, le Fraisier vert a été très peu cultivé, car ses fruits sont moins intéressants par leur acidité plus forte que les espèces ci-dessus ; cependant il a fait et fait encore l'objet de cueillette pour la consommation personnelle.
Une espèce américaine Fragaria chiloensis, le Fraisier du Chili est particulièrement remarquable par la grosseur de ses fruits. Une forme à fruits blancs, subsp. chiloensis f. chiloensis était déjà cultivée par les Amérindiens précolombiens.

Quelques fraisiers sauvages
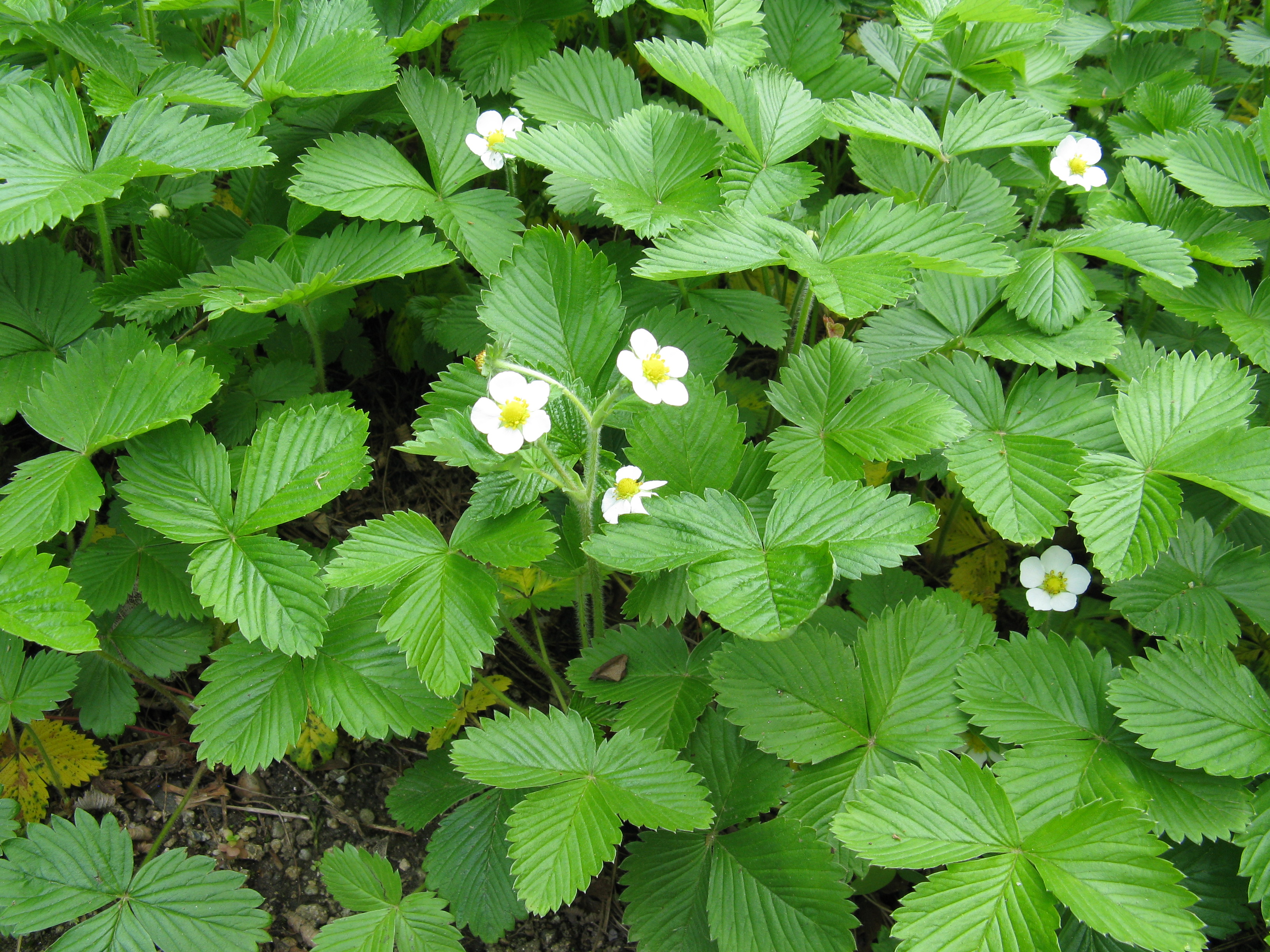
Floraison du Fraisier des bois (Fragaria vesca)
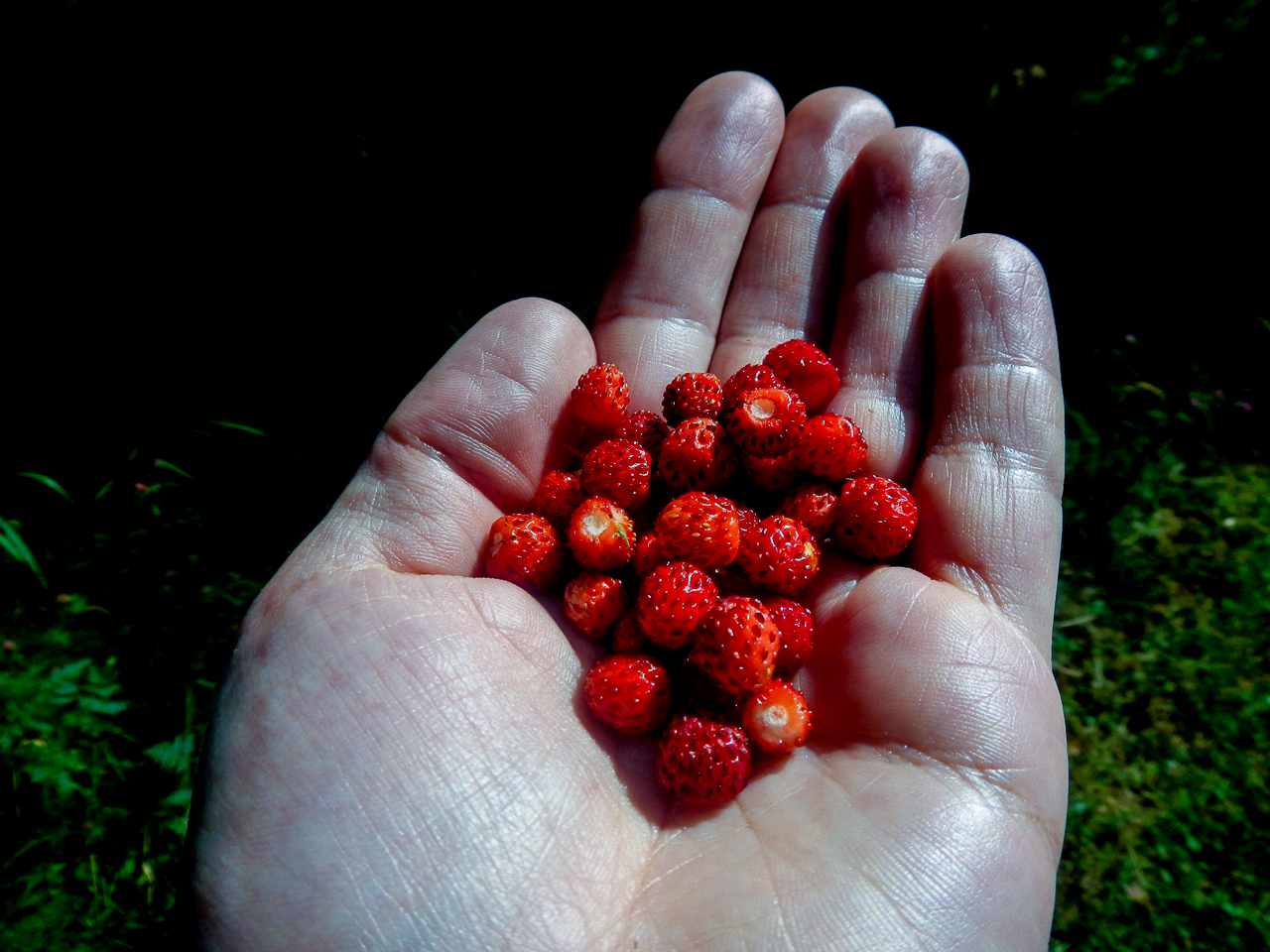
Fructification du Fraisier des bois
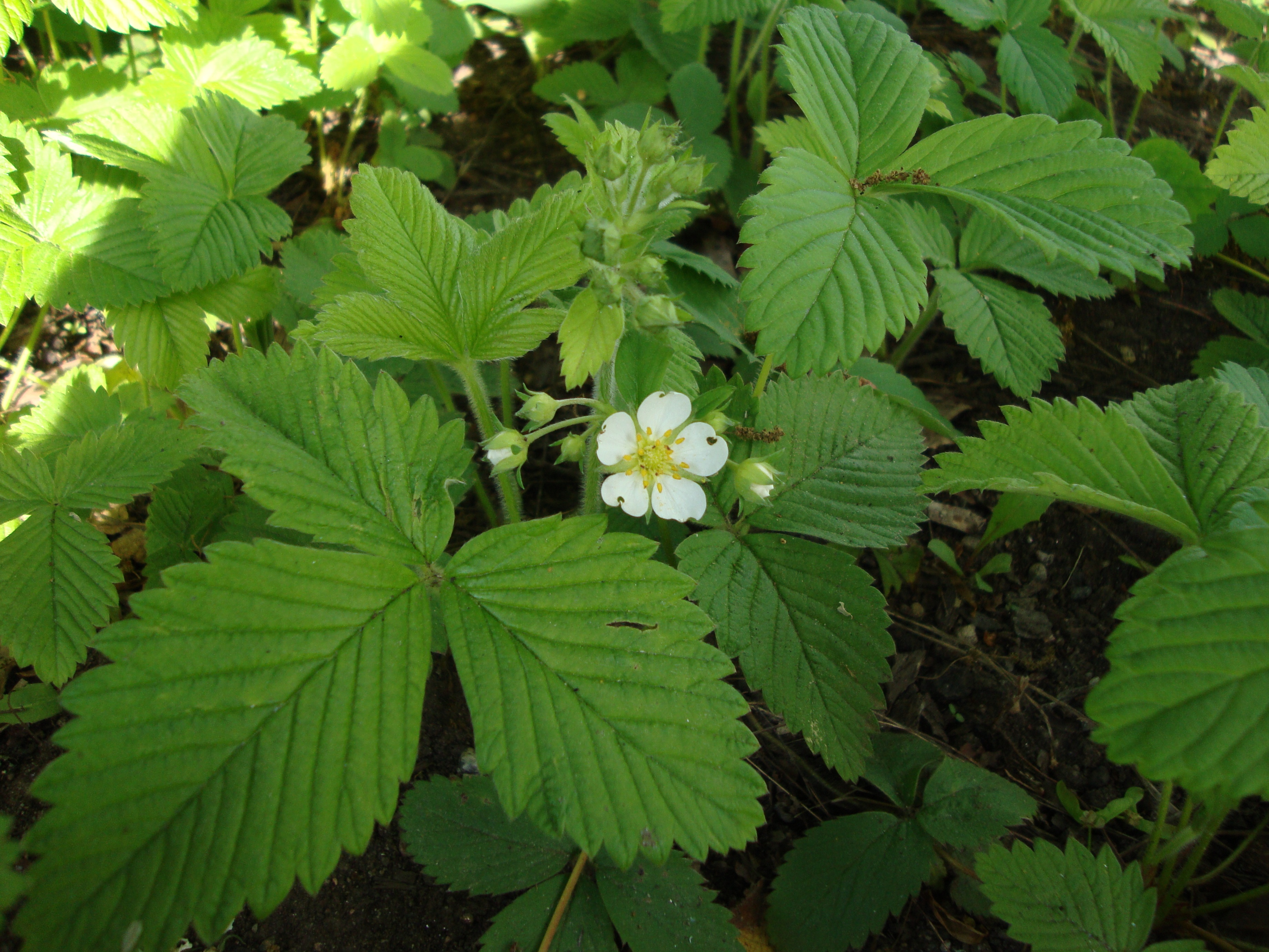
Floraison du Fraisier musqué (Fragaria moschata)
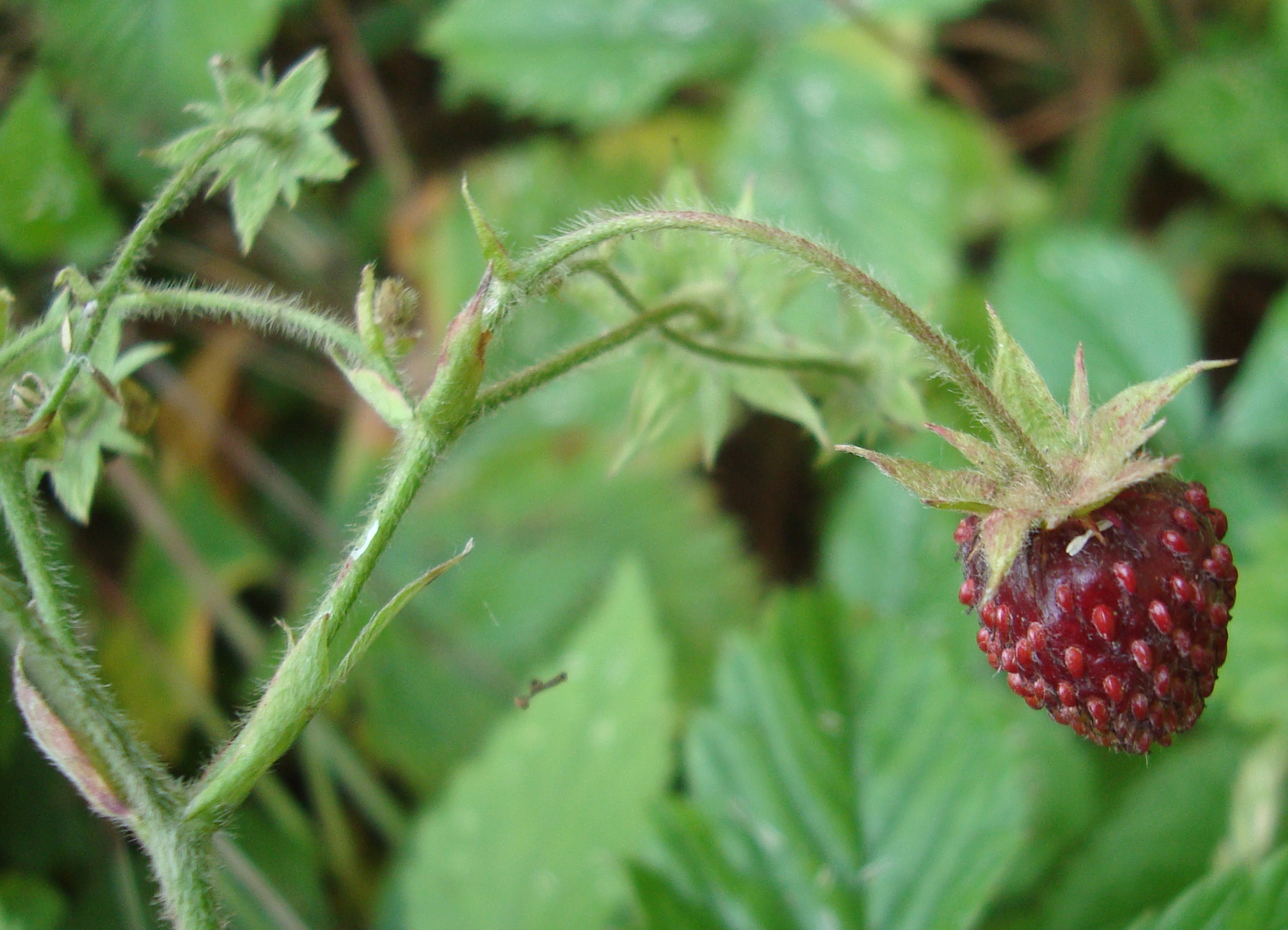
Fructification du Fraisier musqué
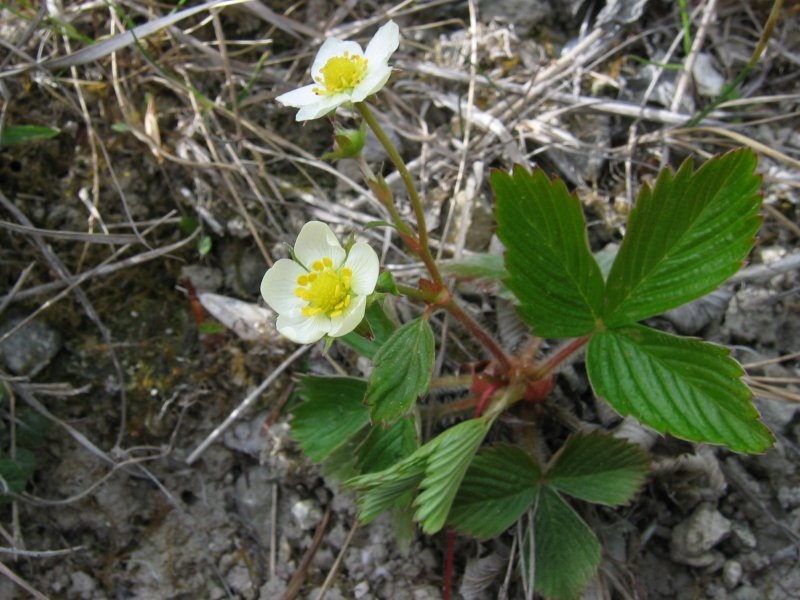
Floraison du Fraisier vert (Fragaria viridis)
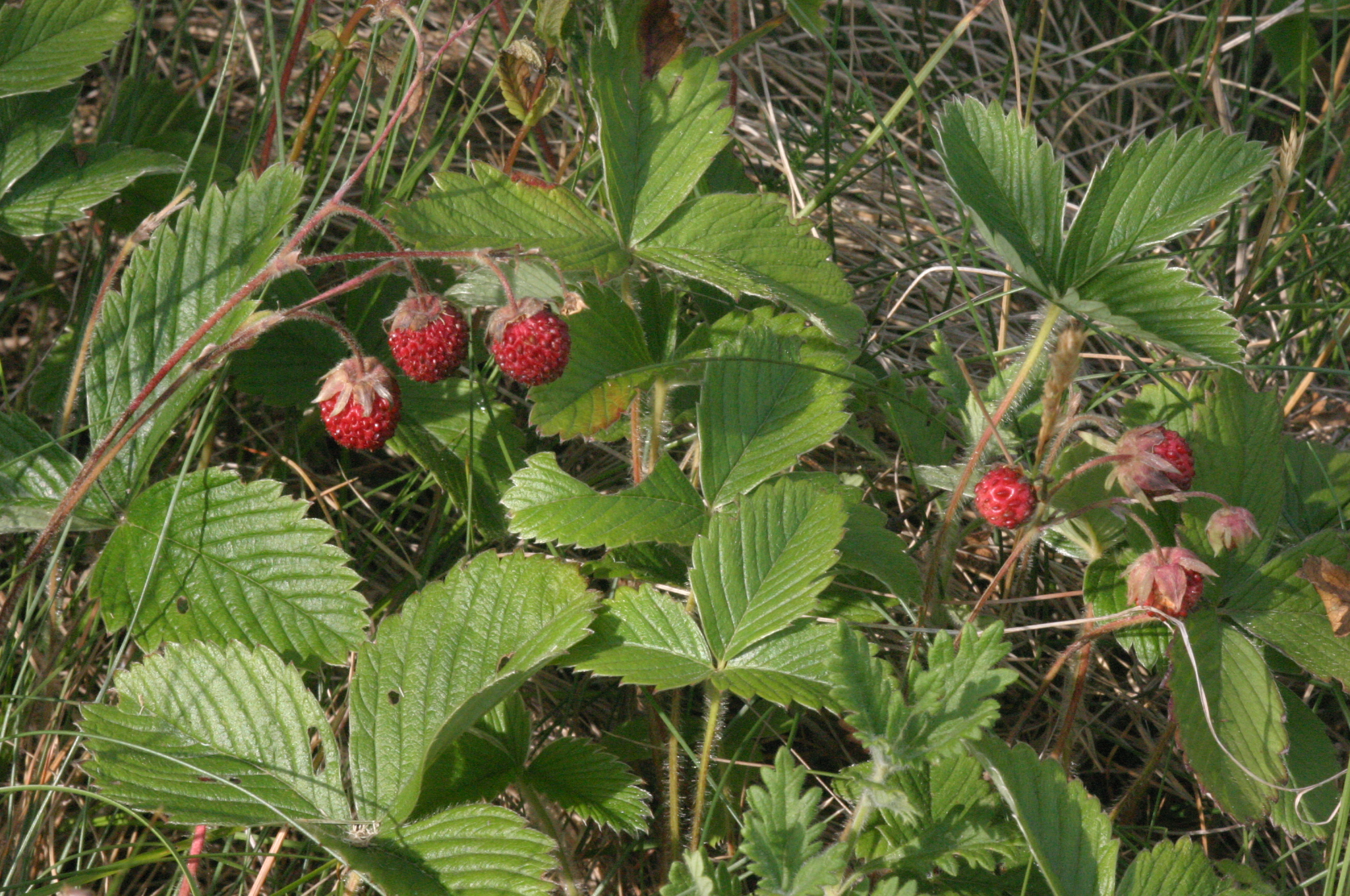
Fructification du Fraisier vert
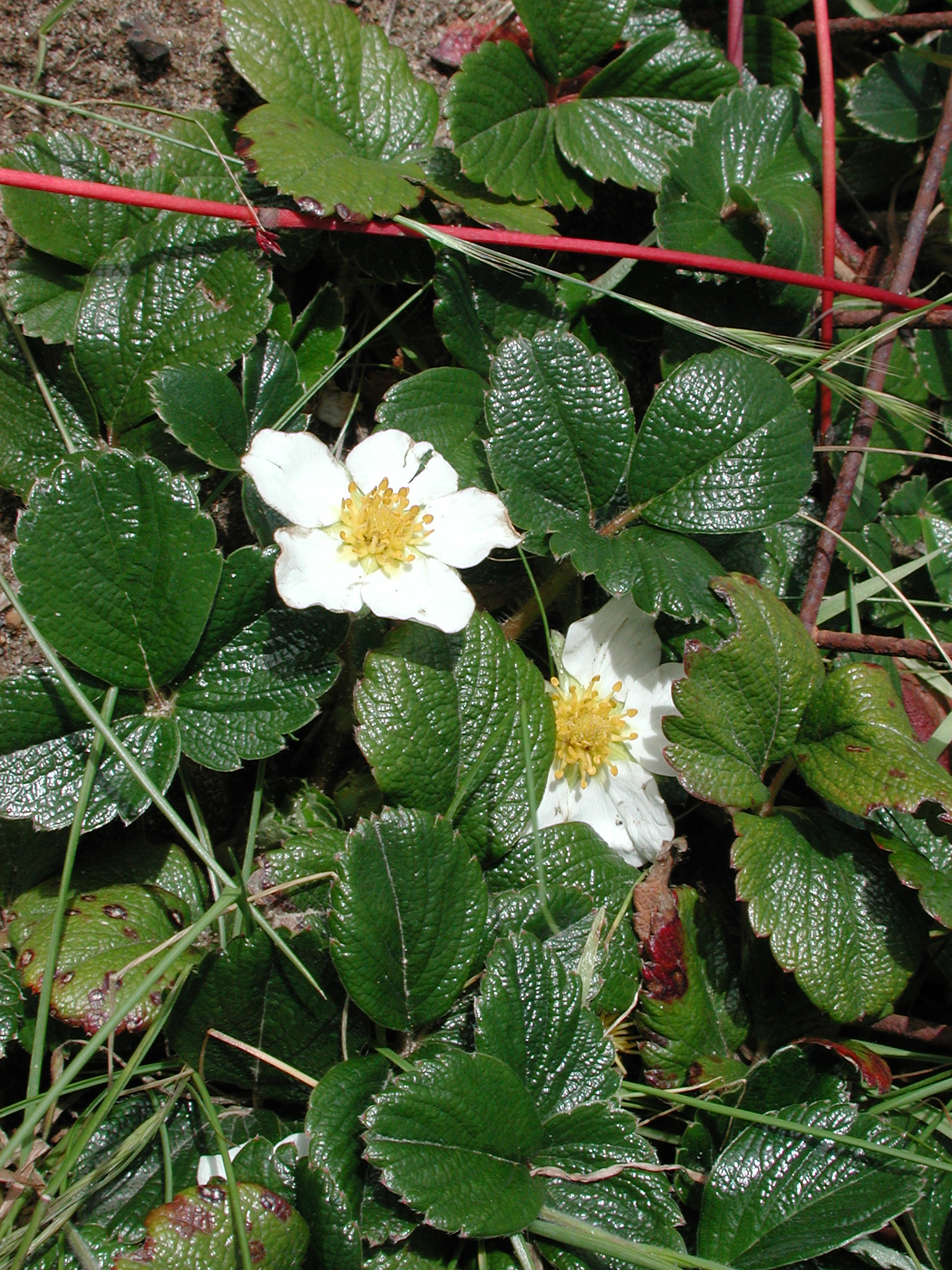
Floraison du Fraisier du Chili (Fragaria chiloensis)

Il ne faut pas confondre ces espèces sauvages à petits fruits avec les faux fraisiers, notamment Duchesnea indica dont les fleurs jaunes donnent des petits fruits insipides qui peuvent occasionner des troubles digestifs s'ils sont consommés en quantité.

### Fraisiers cultivés

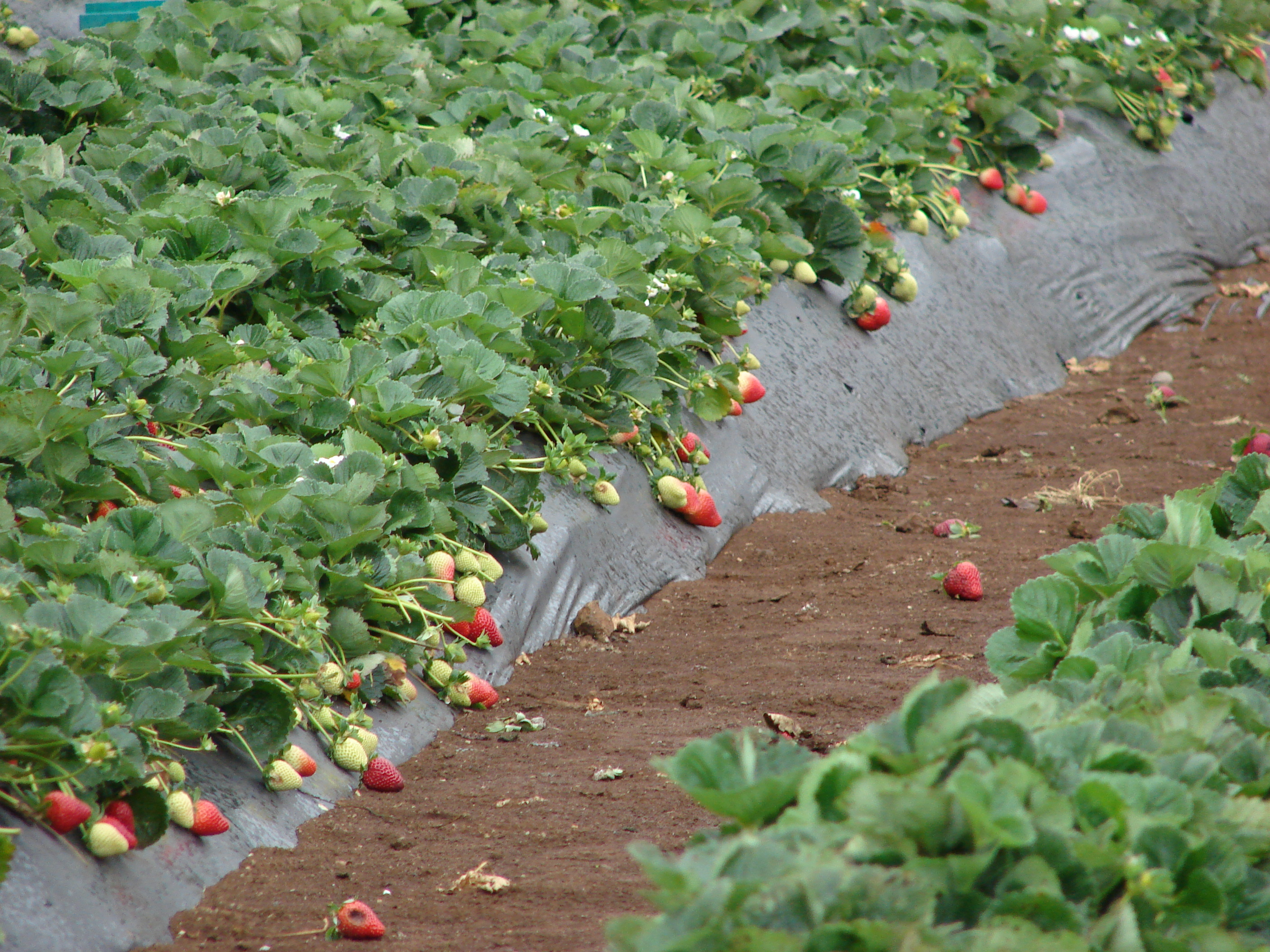
Champ de fraisiers cultivés (Fragaria ×ananassa)

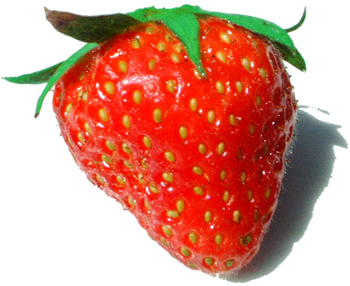
Une fraise de jardin (Fragaria ×ananassa)

Issue  du croisement de Fragaria virginiana d'Amérique du Nord et Fragaria chiloensis du Chili l'espèce hybride Fragaria ×ananassa Duchesne ex Rozier appelée communément fraise de jardins, apparaît en Europe dans les années 1750 et devient la principale espèce de fraisier cultivé.

### Taxon non classé
Fragaria ×vescana Rud.Bauer & A.Bauer, parfois appelé fraisier des prés, est une espèce décaploïde issu d'une hybridation  F. vesca tetraploïdes synthétique × F. ×ananassa avec de multiples rétro-croisements.
Il a été conçu en 1989 dans le but d' améliorer la saveur des fraisiers hybrides résistants et gardant leur aspect après le transport et le stockage mais qui avaient perdu en goût. Le taxon Fragaria vescana n'est pas classé par Plants of the World Online et World Flora Online (juin 2024),.

## Description

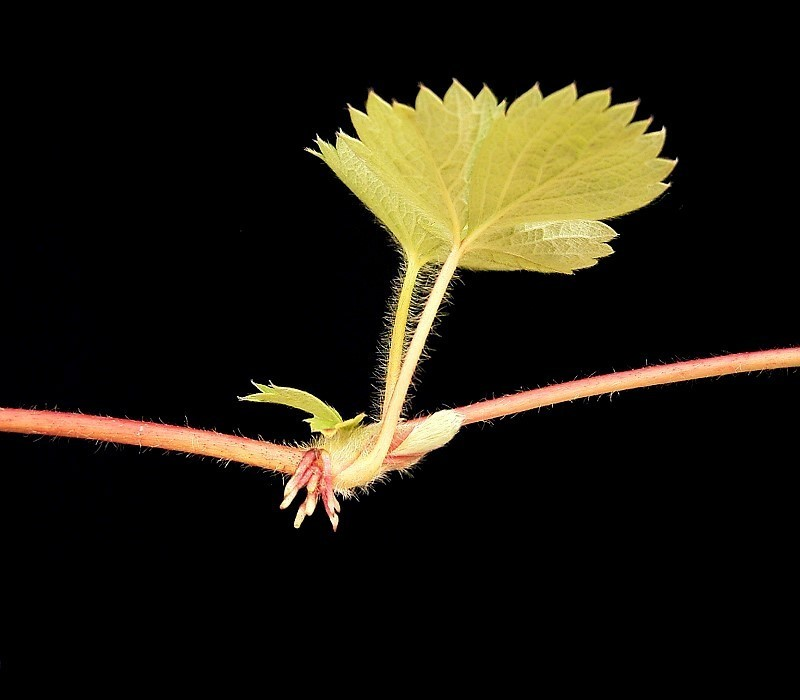
Fragaria ×ananassa
stolon et ramet

Ce sont des plantes herbacées vivaces, formant une touffe basse haute de 5 à 40 cm selon les espèces.
La plante émet de nombreux rameaux horizontaux allongés portant des bourgeons de place en place. Couramment appelé gourmands, ces rameaux sont des stolons, qui émettent des racines adventives au niveau des feuilles et s'enracinent pour former de nouveaux pieds, clones de la plante mère (appelés ramets). Il en existe des formes monopodiales et sympodiales (selon l'espèce). Les stolons monopodiaux croissent indéfiniment, produisant des ramets à chaque nœud, excepté le premier nœud (après la plante mère) qui donne un bourgeon dormant. Les stolons sympodiaux développent un bourgeon dormant au premier nœud, suivit d'un ramet au second nœud. Comme le nouveau ramet émet à son tour un stolon sympodial, le processus peut se poursuivre indéfiniment.

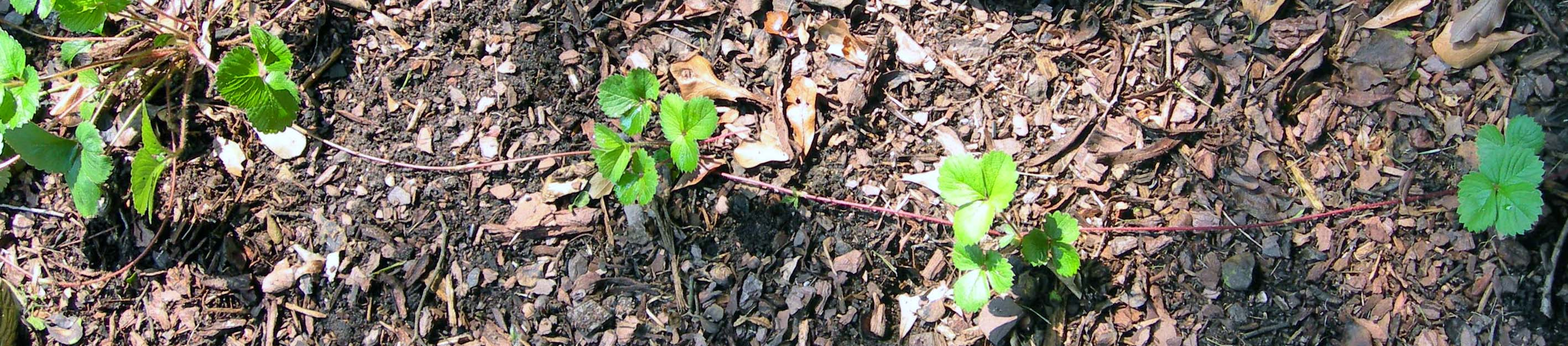
Fraisier ‘Lipstick’ avec stolon

Les feuilles de la base sont trifoliolées, dentées, plus ou moins poilues.
Les fleurs apparaissent naturellement au printemps. Une partie des variétés cultivées peuvent fleurir plusieurs fois et même en continu du printemps à l'automne. Elles sont blanches ou jaunâtres parfois roses pour quelques cultivars. Elles ont de 10 à 30 mm de diamètre.
Le fruit qui botaniquement est un faux-fruit est formé par l'ensemble du réceptacle charnu de la fleur. Il a une couleur rouge ou jaune blanchâtre selon les variétés, et une forme ovoïde oblongue plus ou moins arrondie.
Le développement, la croissance et la floraison et donc la fructification du fraisier dépendent de facteurs environnementaux principalement la température et la photopériode.
Selon leur réponse photopériodique, les fraisiers sont classés en plusieurs groupes entre lesquels il y a un continuum de situations intermédiaires.
- Les non-remontants , dits aussi de jours courts. Ils ont une seule floraison par an. L’induction florale s'effectue pour une période lumineuse inférieure à 13 h et pour des températures égales ou inférieures à 15 °C. L’induction florale se fait en début septembre et la plante fleurit au printemps suivant en donnant une production groupée unique. Selon l’époque de floraison on distingue les variétés précoces, de saison et tardives.
- Les semi-remontants et faux non-remontants. Leur induction florale se déclenche si les périodes lumineuses durent entre 11 et 14 h par jour. La formation de fleurs s’effectuera (ou non) selon la température de fin de saison.
- Les remontants , dits aussi de jours longs. Ils ont deux floraisons par an. Leur induction florale s'effectue quand la période lumineuse dure entre 16 et 17 h et à des températures comprises entre 15 et 20 °C. Par contre, dans des températures assez basses (moins de 10°C), la floraison des fraisiers devient indépendante de la lumière et ainsi initie des boutons de fleurs dans les journées froides d’automne et du printemps[7].
- Les continus , dits de jours neutres. Ils sont a-photopériodiques et ont donc une floraison continue tant que la température le permet. Maintenus hors gel, ils produisent toute l'année. Cependant, la floraison et la fructification sont inhibé à des températures dépassant 26 à 30°C selon la variété[8]. Puisqu’ils ne dépendent pas de la longueur du jour pour produire des fleurs, les fraisiers à jour neutre ont l’avantage de permettre une production de fleurs et de fruits à n’importe quelle photopériode si la température le permet. Ils possèdent des caractères intéressant pour les programmes d’amélioration des variétés cultivés, car ils permettent une production de fruits sur une plus longue période[9] en permettant une récolte à l’extérieur des moments de production des plants à jours courts et à jours longs.

### Fraisier à jour neutre
La production et la sélection de variété à jour neutre a rencontré plusieurs défis, qui ont ralenti leur utilisation à grande échelle en agriculture à l’extérieur de la Californie . La majorité du développement des variétés de fraises cultivées, dont celles à jour neutre ont été développées en Californie . Ces variétés ont toutefois des phénotypes qui varient énormément lorsqu’elles sont plantées dans des régions différentes . Par exemple, une étude menée par Weebadde, C. K. et al.  a montré qu’à partir d’un même croisement de fraisier, la proportion de la progéniture qui montrait une floraison à jour neutre était d’environ 50% dans des étés plus chauds comme Maryland, Michigan, and Minnesota et d’environ 80% en Californie et en Orégon, ou les étés sont plus frais . Un des plus grands problèmes qui limite l’utilisation des variétés à jour neutre actuellement disponibles est qu’elles performent peu au milieu de l’été, lorsque les températures sont plus hautes. Une étude par Durner  sur plusieurs variétés de fraisiers à jour long, court et neutre, montre que des températures supérieurs à 26°C inhibent la production de fleurs, indépendamment de leur photopériode. La majorité des cultivars commerciaux proviennent des croisements peu adaptés aux climats continentaux , ce qui limite la production au milieu de l’été dans ces régions. Le développement de cultivars adaptés aux climats continentaux devra donc se baser à la fois sur la sélection de gènes permettant une floraison à jour neutre, mais aussi une tolérance à la chaleur .
Malgré le fait que les fraisiers à jour neutres sont depuis longtemps utilisés dans les programmes d’amélioration des cultivars, les bases moléculaires de ce phénotype, qui entrainent une floraison indépendante de la photopériode, ne sont toujours pas totalement connues .
Le gène TFL1 (TERMINAL FLOWER 1) est un gène qui agit normalement comme inhibiteur de la floraison chez le fraisier. Koskela et al ont démontré qu’une mutation dans le gène TFL1, qui rends le gène non fonctionnel, cause une perte de saisonnalité dans la floraison du fraisier qui produit des fleurs en permanence . Une autre étude sur la variété Fragaria vesca L., un fraisier à jour court, montre que le gène TFL1 est aussi responsable du phénotype jour-neutre à faible température . En effet, TFL1 peut recevoir à la fois les signaux de la photopériode et de la température afin de permettre au plant d’amorcer une floraison dans des conditions appropriées seulement.  À des températures inférieures à 13°C, l’expression de TFL1 est faible indépendamment de la longueur du jour et son effet inhibiteur est insuffisant pour empêcher la floraison . Ces fraisiers vont donc fleurir autant dans des jours longs que des jours courts. À des températures entre 13°C et 23°C, le niveau de TFL1 est déterminé par la photopériode. Dans l’exemple du fraisier à jour court F. vesca, l’expression de TFL1 est réduite lors des jours courts et permet l’induction de la floraison . Lors des jours longs, le niveau de TFL1 reste élevé et empêche la production de nouveau boutons floraux. L’extinction du gène TFL1, qui cause une baisse importante du niveau de la protéine, permet d’ailleurs de modifier le comportement de floraison de F. vesca en permettant la floraison dans des jours longs . Chez ce fraisier, la floraison est aussi inhibée par une augmentation de TFL1 lorsque les températures excèdent 23°C, l’activation de l’expression de TFL1 à température élevée est indépendante de la photopériode et les mécanismes de régulations sont encore peu connus .
Une grande variété de gènes contrôle la floraison et la réponse à la photopériode. Le gène TFL1 est un exemple de cible intéressante pour le développement de nouvelles variétés de fraisiers à jour neutre qui répondent mieux à l’environnement dans lequel elles seront cultivées. Cet exemple illustre bien que la réponse photopériodique des plantes est complexe et que le développement de cultivars avec des phénotypes à la fois désirables et prévisibles nécessite une meilleure compréhension de la réponse photopériodique des plantes d’intérêt agronomique. La compréhension des mécanismes moléculaires qui régissent la floraison et la sensibilité à la photopériode est un atout pour le développement de cultures mieux adaptées aux besoins des producteurs et à leur environnement.
Il y a débat sur l'équivalence (ou pas) des termes remontants et jours neutres. Le premier étant une classification physiologique décrivant la sensibilité aux photopériodes et le deuxième une classification technique décrivant une production unique ou multiple.

### Variétés
Voir la page dédiée Liste de variétés de fraises.

#### Quelques variétés remarquables

##### Résistances aux maladies
À l'étude, des croisements avec Fragaria moschata pour introduire des résistances à certaines maladies.

##### Tolérance à la chaleur, salinité
En Californie et au Texas ont été mises au point des variétés tolérantes au sel, aux exigences en froid réduites, résistantes à la chaleur et tolérantes à une relative sécheresse :
- 'Alamo' - Créée en 1937 par un croisement 'Blakemore' × 'Ettersburg 80'
- 'Donner' - Très cultivée au Japon
- 'Festival naya'
- 'Fresno' - Fruit très ferme de bonne qualité. Peu d'exigence en froid. Bonne adaptation au climat du sud de la Californie. Très sensible au Verticillium
- 'Lassen' - 1936. Fruit peu aromatique et mou, mais plante productive. Peu d'exigence en froid. Résistance aux maladies virales, mais sensible au Verticllium
- 'Ranger' - 1937. Croisement 'Texas' × 'Missionary'
- 'Riogrande' - 1937. Croisement 'Blakemore' × 'Ettersburg 80'
- 'Shasta' - 1935. Production continue d'avril à novembre. Fruit de bonne qualité gustative et supportant bien le transport
- 'Sierra'
- 'Solana' - 1935. Fruits aromatiques. Peu d'exigence en froid, mais exige une période de repos. Très adaptée au climat du sud de la Californie. Tolérante aux virus
- 'Tahoe'
- 'Tioga' - Mise au point en 1955. Hybride 'Lassen' × 'cal 42.8-16' - Bien aromatique, bonne productivité. Considérée comme qualité supérieure à 'Fresno', 'Torrey', 'Solana' et 'Shasta' . Très sensible au Verticillium et résistance modérée aux virus.
- 'Vale'

##### Tolérance au froid
Avec des températures extrêmement basses en hiver, un gradient très élevé de température à certaines saisons et un cycle diurne de type circumpolaire variant de 5 h en décembre à plus de 19 h en juin, l'Alaska a donné naissance à des cultivars uniques par leur résistance au froid et adaptation à la variation lumineuse saisonnière.
"Sitka hybrids" est le nom d'un groupe originellement produit à la station "Alaska Agricultural and Forestry Experiment Station (AFES) à Sitka en Alaska. En 1905, débute un programme de sélection systématique fondé sur des tests précédents avec des F. chiloensis et des F. ovalis locaux résistant naturellement jusqu'à −31 °C pour les premiers et −53 °C pour les seconds. L'hybridation multiple avec des F. ×ananassa donne des hybrides extrêmement résistants au froid : zone USDA 0b alors que les fraisiers courants sont cultivables seulement en zone 4. Ils sont très vigoureux, pouvant atteindre une hauteur de 45 cm avec une productivité correcte, une floraison continue, des fruits mous et rose pâle, mais très parfumés.
À la fin du programme en 1923, les meilleurs hybrides ont été largement distribués dans la région dans un but de culture commerciale. L'un des plus connus datant de cette époque est 'Sitka 275' . De nos jours, la plupart des hybrides de départ sont perdus, mais leur lignée subsiste à travers de nombreux clones largement cultivés dans les jardins et en culture commerciale. De 1950 à 1962, un autre programme à Fairbanks fondé sur les "hybrides de sitka", ovalis et chiloensis aboutit à la création d'hybrides à floraison continue, résistants à certaines maladies et très tolérants à la sécheresse et au froid :
- 'K1'  - F. chiloensis subsp. pacifica × F. ×ananassa
- 'S1' (Sitka hybrid) - F. chiloensis subsp. pacifica × F. ×ananassa
- 'Sitka D × Red Rich'
- 'Sitka hybrid' -  'Hollis' × F. chiloensis
- 'Sitka 275'

Les hybrides de Matanuska sont un autre groupe développé dans la vallée du même nom. Considérés comme supérieurs à beaucoup de variétés commerciales plus courantes, les fruits sont rouge foncé à chair très ferme :
- 'Matared' - Résistant aux maladies foliaires
- 'Susitna'

Dans la vallée de Tanana, est cultivée encore une autre souche de fraisier adaptée au climat local, la 'John Scharle' créée en 1910 par hybridation entre F. virginiana platypetala et une variété inconnue de F. ×ananassa. Elle est très productive avec des fruits sucrés et bien parfumés.

##### Transgenèse
Des essais ont été effectués pour transférer le gène d'un poisson arctique codant la production d'une protéine antigel. L'OGM résultant n'est pas commercialisé.

### Reproduction
Naturellement le fraisier se reproduit principalement par voie végétative en produisant des stolons. La reproduction sexuée est peu fréquente, mais elle est utilisée par les sélectionneurs pour créer de nouvelles variétés.

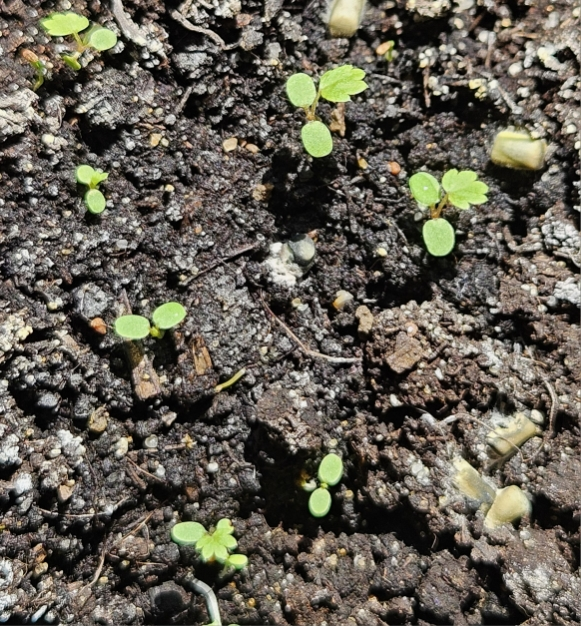
Levée de graines de fraisiers

Différents types de plants sont produits à partir des stolons pour fournir le marché professionnel et le marché amateur : plants frais, plants frigos, plants en mottes ou en godets, tray-plants.

## Culture
Les fraisiers apprécient les sols acides, riches en humus. Bien que certaines variétés puissent les supporter plus ou moins bien, il vaut mieux éviter les sols calcaires.
Ils apprécient une exposition à mi-ombre en zone chaude et en plein soleil en zone tempérée.
Ils ont besoin d'un arrosage régulier, mais non stagnant. La culture sur butte est donc conseillée pour favoriser un bon assainissement des racines en hiver et un réchauffement du sol au printemps.
Avant plantation, il est recommandé d’ameublir le sol sur 30 à 40 cm et d’incorporer en même temps une fumure organique (compost ou engrais azote organique). On plantera ensuite un plant tous les 30 à 40 cm.

### Maladies et ennemis des cultures de fraises

#### Maladies
- Anthracnose (Colletotrichum acutatum)
- Pourriture grise des fraises (Botrytis cinerea)
- Oïdium du fraisier (Podosphaera aphanis)
- Cœur rouge des racines du fraisier (Phytophtora fragariae)
- Verticilliose: dessèchement des plants par un champignon; le verticillium.

#### Parasites et prédateurs
- Anguillule du fraisier.
- Anthonome, le charançon de la racine du fraisier otiorhynchus, les pucerons, l'harpale du fraisier, le bupreste du fraisier, les noctuelles.
- Fourmis, guêpes, frelons.
- Limaces, taupes, fouines, renards, blaireaux, loirs.

### Utilisation
Les fruits frais, les fraises, se consomment nature ou sucré, avec du vin ou de la crème fraîche, ou en salade de fruit, ou sont cuisinés en confiture ou pâtisseries. Ils servent également en confiserie ainsi qu'à la préparation de glaces et sorbets.
Ces fruits contiennent surtout du lévulose et du fructose, et très peu de saccharose.

## Autres fraisiers
D'autres espèces de plantes sont appelées « fraisier » par analogie :
- Duchesnea indica' (Andrews) Focke ou Potentilla indica ou fraisier des Indes, ou fraisier à fleurs jaunes, faux-fraisier   produit des faux-fruits ressemblant à de petites fraises, mais insipide.
- La potentille faux fraisier, Potentilla sterilis (L.) Garcke a des fleurs blanches qui ressemblent à celles des fraisiers, son faux-fruit est sec.
- L’arbre-fraisier, arbre à fraises ou arbousier, Arbutus unedo L. est un arbre aux fruits comestibles.
- Le trèfle fraisier, Trifolium fragiferum L. a une infrutescence qui ressemble vaguement à une fraise des bois.

## M. Frézier et les fraisiers
Il est souvent mis en avant le fait que c'est au XVIIIe siècle que le navigateur Amédée François Frézier a apporté le fraisier du Chili en Europe. En fait, mis à part qu'il existe plusieurs espèces de fraisiers, Frézier ne ramène qu'une espèce particulière, le Fragaria chiloensis subsp. chiloensis forma chiloensis Staudt. Cette espèce sera croisée avec d'autres espèces et ce sont les hybrides qui fourniront les premiers vrais fraisiers de culture.
Frézier introduit donc en réalité des plants qui, par hybridation, permettront l'apparition des fraisiers de culture intensive.
Avant cette introduction, les Européens consommaient et cultivaient les fruits de plusieurs espèces : le fraisier des bois et le fraisier musqué tous les deux indigènes ainsi que le fraisier de Virginie acclimaté d'Amérique du Nord depuis le XVIe siècle.
L'anecdote est encore amplifiée par cette étonnante coïncidence : l'homophonie entre « Frézier » et « Fraisier ». Le mot « Fraisier » (ou « Frasier ») est attesté depuis le XIIIe siècle. Le nom de famille d'Amédée François Frézier lui vient d'un de ses ancêtres, Julius de Berry, qui avait servi des fraises des bois au roi Charles III le Simple à la fin d'un banquet à Anvers en 916, le roi le remercia en l'anoblissant et en lui donnant le nom de Fraise, qui se déforma en Frazer lorsque la famille émigra en Angleterre puis devint Frézier, quand ils revinrent faire souche en Savoie.